# Roc de Gleisin
Le roc de Gleisin est une montagne située entre les communes d'Entremont-le-Vieux et de Saint-Pierre-d'Entremont en Savoie. Les barres rocheuses sur son versant occidental délimitent également le territoire de la commune de Corbel. Le sommet culmine à 1 434 mètres d'altitude.

## Randonnée
Le sommet de la crête rocheuse du roc de Gleisin permet d'accéder à la roche Veyrand au sud, au col de la Cluse au nord ou de retourner sur la commune de Saint-Pierre-d'Entremont en Savoie à l'est.